# Блозак (Гар)
Блозак (фр. Blauzac) насеље је и општина у јужној Француској у региону Лангдок-Русијон, у департману Гар која припада префектури Ним.
По подацима из 2011. године у општини је живело 1.163 становника, а густина насељености је износила 73,14 становника/km². Општина се простире на површини од 15,9 km². Налази се на средњој надморској висини од 125 метара (максималној 162 m, а минималној 47 m).

## Демографија
| 1962. | 1968. | 1975. | 1982. | 1990. | 1999. | 2011. |
| ----- | ----- | ----- | ----- | ----- | ----- | ----- |
| 334   | 393   | 406   | 516   | 634   | 764   | 1.163 |

График промене броја становника у току последњих година